# أدرين أغريست
 ادرين أغريست هو شخصية خيالية وبطل الرواية من المسلسل التلفزيوني المتحرك ميراكيولوس: مغامرات الدعسوقة التي أنشأها توماس أستروك. تم تصويره على أنه طالب فرنسي شاب يبلغ من العمر 16 عامًا وقد تلقى تعليمه في المنزل طوال معظم حياته وهو أيضًا نموذج لأبيه ، غابرييل أغريست، مصمم أزياء مشهور تربطه علاقة بين أدريان. بعد اجتياز اختبار ماستر فو ، الذي تم الكشف عنه لاحقًا باعتباره حارس الأشياء السحرية التي تسمى جواهر الميراكولوس ، من خلال مساعدته ، تم اختيار ادرين كواحد من اثنين من الأبطال الخارقين الذين سيصبحون قريبًا جنبًا إلى جنب مع الدعسوقة ، الذي طور مشاعره بسرعة . وبالتالي ، يتلقى ادرين خاتمًا يُدعى ميراكولوس القط الأسود ، والذي يمنحه عندما يرتديه القدرة على التحول إلى بطل اسمه المستعار' القط الاسود '  ). هدف القط الأسود  و الدعسوقة هو حماية باريس من الشرير هوك موث . يرافق كل معجزة مخلوق سحري صغير يعرف باسم كوامي ، كوامي ادرين هو بلاغ ، و هو كائن يشبه القط الأسود. إن قدرة القط المميزة هي الدمار. يظهر ادرين في معظم حلقات العرض، بما في ذلك المسلسل الرئيسي والكتب المصورة ولعبة تشغيل الهاتف المحمول. 
تم تصوير إدريان كشخصية تجذب الجميع ، ولديها العديد من الخصائص الجيدة والقدرة على إلهام المشاهدين. فيما يتعلق بهوية أدريان الخارقة فهي سرية
كان الاستقبال النقدي لأدرين إيجابياً بشكل عام ، حيث وصفه الكاتب بأنه شخصية عظيمة ومثيرة للاهتمام . تم الإشادة بعلاقته مع مارينيت ، سواء عندما يتم تصويرهم كمدنيين أو كأبطال خارقين. عمل  تم إنتاج البضائع المستوحاة منه ، مثل شخصيات العمل والاكسسوارات والملابس.

## تطوير
تم تصور أدريان أغريست على أنه أمير "حديث" ساحر ،  "مع العديد من الصفات الإنسانية الجيدة . توماس أستروك ، مبتكر المسلسل التلفزيوني المتحرك ميراكولوس: الدعسوقة والقط الأسود  ، وصف هذه الخصائص بأنها "مزيج مثالي" ، مضيفًا أن ادرين "شخصية رائعة حقًا".  كما وصف أدريان بأنه "وسيم ، ذكي ، شجاع ، ولكنه حساس للغاية أيضًا" ، وبصفته"سيقع الجميع في الحب بشكل طبيعي".  عندما سُئل عن كيفية تطوير ادرين و مارينيت، علق استروك بأنه كان يريد "تقديم شخصيات رائعة يمكن أن تلهم الناس في جميع أنحاء العالم في هذا القرن الجديد".
وقال استروك أنه منذ  ان عرف بأن الدعسوقة ترتبط  مع حسن الحظ، كان قد قرر أن شريك الدعسوقة   سوف يرتبط مع سوء الحظ، ونتيجة لذلك كان يعتقد من قط اسود. كان أيضًا تكريمًا للمرأة القطة .  وعلق أستروك بأن هوية القط الاسود المدنية كانت في البداية شخصية تدعى فيليكس ، واصفة إياه بأنه "اهتمام حب مبكر لمارينت  وقال إنه على الرغم من أن الفرق بين شخصيات فيليكس والقط الاسود كان سيعمل بشكل إيجابي ، إلا أنه لم يقدم روايات جيدة جدًا على المدى الطويل.  وبسبب هذا ، فتم استبدال فيلكس بـ ادرين. ذكر أستروك أن القط الاسود هو واحد من "المراهقين الأقوى" إلى جانب مارينيت حيث يتمتع بقوة التدمير. وذكر أن أزواج الأبطال الخارقين مثلهما نادرة في المسلسلات التلفزيونية ، مضيفًا أن الناس يستمتعون بلعبة الحب بين الشخصيتين. وعلق أستروك بأن العلاقة الرومانسية بين أدريان ومارينيت ستكون هشة ومعقدة طالما كان هناك شرير في السلسلة ؛ وقال إن مثل هذه العلاقة ستحتاج إلى التعامل معها بعناية ولن تكون ممكنة إلا في ظروف معينة.
1. استجابة نقدية

تلقت شخصية أدريان استجابة نقدية إيجابية بشكل عام ، حيث وصفه الكتاب بأنه "مبدع" ،  "عظيم" ،  جميل ،  "مرتبط" ،  و " ما وراء الشخصية الشهيرة ".  ComicsVerse قال ' ميشيل Kirichanskaya أن أدريان ل"الطابع غير الضروري إلى سحر الشامل التي استولت عليها المعرض". وأشادت بأن كات نوير كانت مستوحاة من بطل خارق موجود ، كاتومان. وذكرت Kirichanskaya أنه تم إنشاء Cat Noir باتباع "منطق الأبطال الخارقين" ، الذي يجب على الأبطال الذين يرتدون الأقنعة "أن يحاربوا الأعداء الخارقين".  وكتبت أنه بسبب "مشهد التحول" الخاص بـ Cat Noir ، فإن فيلم " Magical Girl trope" الموجود في القصة "لا يقتصر على الجنس".  وصف روبرت لويد من صحيفة لوس أنجلوس تايمز أدريان بأنه "طفل ثري لم يفسد يسلط الضوء على القمر كنموذج". وذكر أن "البطل الذكر يرتدي بذلة قطنية وأذنين قط ونوع من الذيل" ، والتي "قد تبدو لمسة أجنبية و / أو أنثوية بشكل مدهش للجمهور الأمريكي.  لوفيجارو وصف ' داميان Mercereau أدريان كحرف حساسة ومتواضع، معلقا أنه يصبح الحيلة وباسم كات نوير الواثق.  أشادت كاتبة التحالف إيلي كولينز بأن زي كات نوير "يجعله يبدو كصاحب سيلينا كايل الصديق ". وقالت إن الكثير من الناس لديهم "الاعتقاد الخاطئ بأن الأبطال الخارقين للأولاد" ، معتبرين أنه من الممكن الإعلان عن أن كات نوير قد تم الإعلان عنها على أنها "نجمة متساوية في العرض" ل Ladybug على الرغم من أن العنوان الأولي للسلسلة قد أبرز "الشخصية الأنثوية مثل نجم حقيقي ، مع كات نوير كزميلها البطل بالملابس واهتمام الحب المحتمل ".  ذكرت كولينز أنها "مهتمة برؤية" ما إذا كان لدى كات نوير "تحول سحري للفتيات" مشابه لتحولات الخنفساء.  وصفت إميلي آشبي من Common Sense Media أدريان في شكله المدني بأنه طفل عادي "يواجه مشاكل ثنائية نموذجية" ، مثل "مواكبة المدرسة وتكوين صداقات والتعامل مع أقرانهم الصعبة". ووصف الكاتب ناثان دودج من كتاب القصص المصورة كات نوير بأنه "بطل أنيق يحمل موضوع القطط". إميلي أوتين من Nerd Much؟ أشاد بتمثيل برايس بابينبروك الصوتي ، مشيراً إلى أن صوت أدريان يتم "بشكل جيد بشكل خاص" جنبًا إلى جنب مع Marinette ويعتبر هذا "بالتأكيد زائد لأن المؤامرة بأكملها تركز عليها". وقالت إن شخصية أدريان "مثيرة للاهتمام للغاية" ، وخاصة على النقيض من "هويته البطل الخارق" ، وكتبت أن أدريان هو خيار "عظيم" لشخصية البطل "حتى بدون حبكة رومانسية".  وصفت Auten Cat Noir بأنه أحد "أفضل" الأجزاء في السلسلة ، وذكرت أن تسلسل "تحوله المطول" لا يبدو ممتدًا أبدًا وأنه من الممتع رؤيته.  وقال كاتب في إنترانسجينتي إن شخصية أدريان تظهر أن المال لا يشتري السعادة. وعلق أدريان على "تعليم الأطفال الثقة" ،  وكان يُنظر إليه على أنه "لطيف وممتع للمشاهدة". اعتبر "أخلاقيا" ،  و "خجول". تم وصف Cat Noir على أنها مخلصة ،  و "الصاحب" ل Ladybug. عندما صورته حلقة في ملعب ، قيل أن كات نوير فاز جنبًا إلى جنب مع Ladybug ضد خصمه بسهولة كما فعل نادي كرة القدم المحترف Paris Saint-Germain FC في بطولة Ligue 1 الفرنسية.